# Dywizjon 300

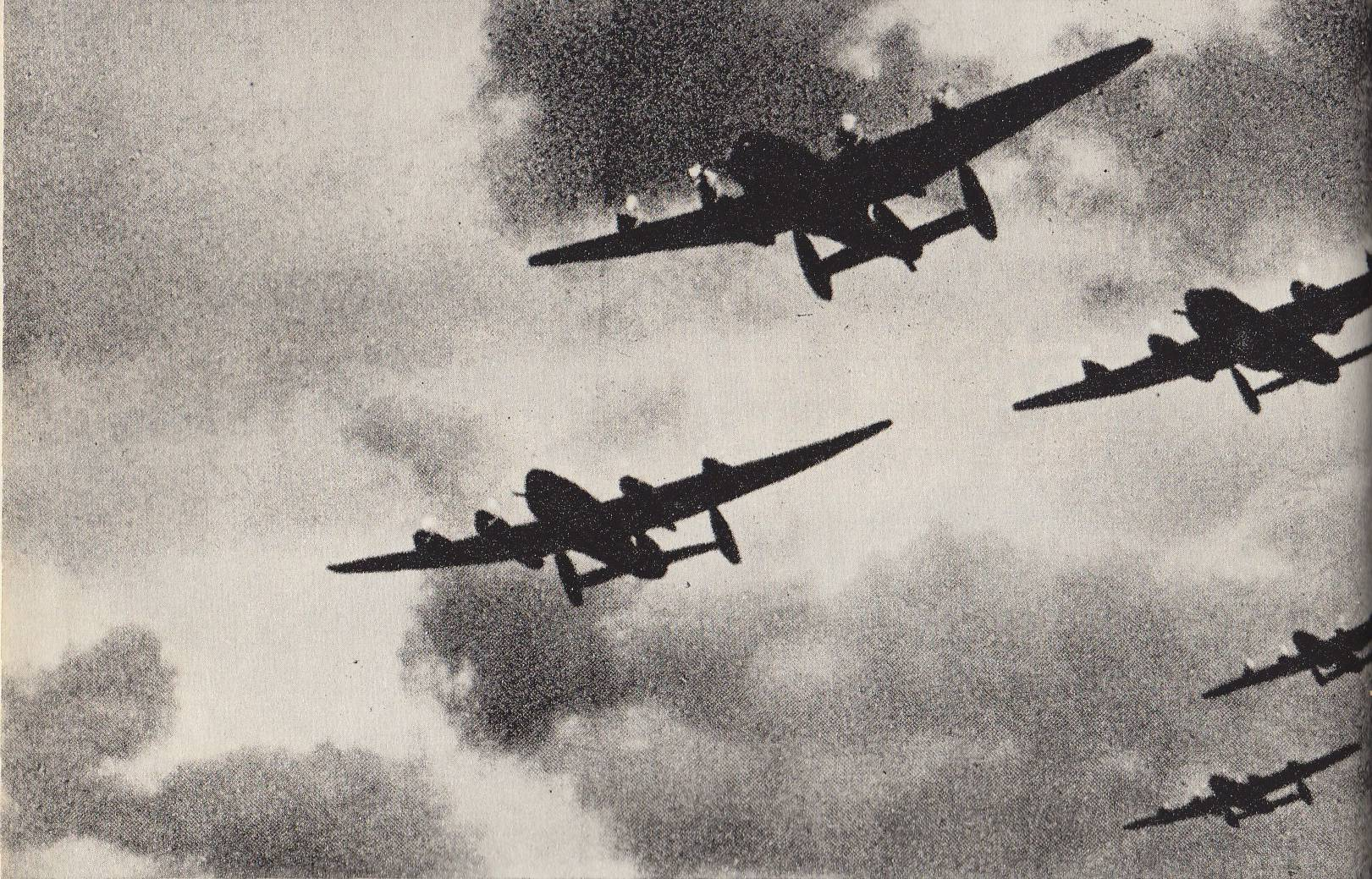
Avro Lancastery w barwach dywizjonu

300 Dywizjon Bombowy „Ziemi Mazowieckiej” (ang. No.300 Polish Bomber Squadron) – pierwsza eskadra lotnictwa bombowego Polskich Sił Powietrznych w Wielkiej Brytanii.

## Historia

### Formowanie dywizjonu
Brytyjskie Air Ministry 28 czerwca 1940 wysłało telegram do 6. Grupy Bombowej z rozkazem sformowania pierwszego Polskiego Dywizjonu Bombowego nr 300. W dniu 1 lipca 1940 w bazie RAF Bramcote polskim lotnikom odczytano rozkaz utworzenia dywizjonu. Dzień ten stał się świętem dywizjonu.
Personel początkowo 10. trzyosobowych załóg oraz 180 osób obsługi naziemnej rozpoczął szkolenie na 16 jednosilnikowych bombowcach Fairey Battle oraz jednym szkoleniowym Battle Trainer. W dniu 7 sierpnia 1940 dywizjon odwiedził Naczelny Wódz gen. Władysław Sikorski z Generalnym Inspektorem Sił Powietrznych gen. Stanisławem Ujejskim oraz nieoczekiwanie Król Jerzy VI. Niebawem, 22 sierpnia 1940 dywizjon został przeniesiony do bazy RAF Swinderby, razem z dywizjonem 301.

### W Grupie Bombardowania
Z dniem 12 września 1940, w okresie bitwy o Anglię, dywizjon osiągnął gotowość operacyjną. Pierwszy lot bojowy w nocy 14 września 1940 odbyły trzy załogi, bombardując niemieckie barki desantowe w porcie Boulogne. Podczas kolejnych nocy bombardowano jednostki desantowe w Calais i Ostendzie. Od 18 października 1940 załogi dywizjonu rozpoczęły szkolenie na nowych bombowcach dalekiego zasięgu Vickers Wellington z sześcioosobowymi załogami. Od 22 grudnia 1940 roku dywizjon wszedł do akcji na samolotach Wellington – trzy załogi wzięły udział w nalocie na rafinerię ropy naftowej w Antwerpii, ponowionym 28 grudnia.
W dniu 3 stycznia 1941 pierwsza wyprawa bojowa nad Bremę zakończyła się śmiercią 11 lotników, powodem była fatalna pogoda utrudniająca powrót na lotnisko. W lutym i marcu pogoda uniemożliwiała korzystanie z rozmiękłego lotniska – samoloty tylko z pilotem startowały z drogi kołowania na inne lotniska, gdzie ładowano do nich bomby oraz pełną załogę. W następnych miesiącach dywizjon regularnie bombardował doki Brestu, gdzie stacjonowały dwa niemieckie pancerniki Scharnhorst i Gneisenau. W nocy z 23 na 24 marca załogi Dywizjonu 300 i 301 oraz dywizjonów angielskich po raz pierwszy bombardowały Berlin. W kwietniu bombardowano port w Breście, Rotterdam, Hawr, Kolonię oraz ponownie Berlin. W nocy z 2 na 3 maja 1941 oba polskie dywizjony wzięły udział w masowym nalocie na Hamburg, mając za zadanie oznaczyć bombami cel.
Do 18 lipca 1941 kontynuowano operacje bombardowania, ponosząc znaczące straty w załogach i samolotach. Oczekiwano na uzupełnienia z 18 Jednostki Treningu Operacyjnego (OTU). W dniu 16 lipca 1941 odbyła się uroczystość przekazania Sztandaru PSP z rąk Naczelnego Wodza Inspektorowi PSP gen. Stanisławowi Ujejskiemu, który przekazał go dowódcy dywizjonu 300. Odtąd co trzy miesiące Sztandar PSP był przekazywany kolejnemu dywizjonowi. Wtedy nastąpiło też przeniesienie dywizjonu do bazy RAF Hemswell, skąd kontynuowano operacje bombowe aż do maja 1942.
Z nowej bazy RAF Ingham 15 załóg dywizjonu wzięło udział w nocy z 3 na 4 maja 1942 w nalocie tysiąca bombowców na Kolonię, a następnie w czerwcu dwukrotnie na Essen i Bremę. Do końca roku kontynuowano operacje bombowe na miasta niemieckie. Rozpoczęto też operację minowania portów francuskich, skąd wypływały U-Booty na Atlantyk. Z początkiem 1943 kontynuowano minowanie portów. Oczekiwano też na uzupełnienia załóg. Kilka załóg przybyło w kwietniu 1943 z rozformowanego dywizjonu 301. Do lipca dywizjon uczestniczył w bombardowaniu Zagłębia Ruhry. W sierpniu 1943 po raz ostatni brał udział w operacji Gomora – masowych nalotach bombowych na Hamburg.
Od września 1943 dywizjon kontynuował operacje, notując stratę 3 załóg. W grudniu zdecydowano, że Eskadra A będzie dalej użytkować bombowce Wellington – ostatnią operację bojową wykonano na nich z 3 na 4 marca 1944. Pozostałe Eskadry zostały wysłane na szkolenie na czteromotorowych bombowcach Avro Lancaster. Pierwsze cztery przeszkolone załogi zasiliły 1586 Eskadrę Specjalnego Przeznaczenia. W marcu 1944 na lotnisku RAF Faldingworth dywizjon otrzymał pierwsze 9 maszyn Lancaster. W nocy z 18 na 19 kwietnia 7 załóg na Lancasterach wykonało pierwszą operację bombową. Do końca maja dywizjon stracił 32 członków załóg w 5 zestrzelonych Lancasterach. W dniach 6,7,8 czerwca 1944, dywizjon wspierał operację D-Day bombardując cele we Francji za linią frontu. Od 12 czerwca 1944 Eskadra B została sformowana z pilotów brytyjskich. Od lipca do sierpnia dywizjon stracił 13 siedmioosobowych załóg, z czego 6 było brytyjskich.
We wrześniu 1944 Eskadrę B ponownie zasilili lotnicy polscy. Dywizjon zaczął działać według nowych celów brytyjskiego i amerykańskiego lotnictwa strategicznego – niszczenia obiektów przemysłowych, wojskowych oraz petrochemicznych, bombardując między innymi zakłady chemiczne w Essen, Ludwigshafen, Ulm, Koblencji, Bonn, Merseburg, ponosząc przy tym znaczne straty, 75% stanu załóg. W nocy z 13 na 14 stycznia dywizjon bombardował zakłady chemiczne koło Stettin.
W dniu 13 lutego 1945 personel dywizjonu dowiedział się o postanowieniach w Jałcie wobec Polski – część lotników odmówiła udziału w locie na Drezno, ale tylko jedna z załóg nie poleciała. Dywizjon brał udział w potężnych grupowych nalotach sprzymierzonych na cele w Niemczech, ale także to nie uchroniło dywizjon przed stratami. Ostatnią misją dywizjonu była obecność 14 maszyn w grupowym nalocie 420 Lancasterów na rezydencję Adolfa Hitlera w Berchtesgaden 25 kwietnia 1945. Akcję tę eskortowały także polskie dywizjony 303, 306, 309, 315 i 316.

### Koniec służby dywizjonu
W kwietniu i maju 1945 dywizjon dokonywał zrzutów żywności dla ludności na zalanych terenach Holandii i przywoził do Anglii jeńców wyzwolonych z niemieckich obozów.
Dywizjon 300, pełniąc służbę w Grupie RAF Bomber Command, wykonał 3891 samoloto-zadań, w tym 684 bojowych, zrzucając 10 712 ton bomb. W walkach zniszczono lub uszkodzono 15 niemieckich samolotów, przy stratach własnych 79 maszyn. Poległo 371 lotników, do niewoli dostało się 87. Dywizjon oddał samoloty 11 października 1946, a ostatecznie został rozformowany 2 stycznia 1947.

## Odznaka
Odznaka Dywizjonu została zatwierdzona Dz. Rozk. NW nr 3 z 2 lipca 1943 roku. Stanowi ją czteropolowa tarcza herbowa książąt mazowieckich w kształcie emaliowanej szachownicy lotniczej. W prawym górnym polu wizerunek orła książąt mazowieckich, w lewym dolnym sylwetka brytyjskiego lwa. Nad tarczą stylizowana korona z wpisaną rzymską liczbą CCC na emaliowanym perłowo tle. Jednoczęściowa – wykonana w tombaku srebrzonym, tło szachownicy z biało-czerwonego plastiku, orzeł srebrny, lew złoty. Wymiary: 40x27 mm. Wykonanie: ręcznie przez mechaników.

## Żołnierze dywizjonu
| Dowódcy Dywizjonu 300 |                |                    |                      |                                               |
| Stopień RAF           | Stopień PSP    | Imię i nazwisko    | Od dnia              | Informacje                                    |
| Doradca brytyjski     |                |                    |                      |                                               |
| W/Cdr                 |                | K. P. Lewis        | 1 lipca 1940         |                                               |
| Dowódcy polscy        |                |                    |                      |                                               |
| W/Cdr                 | ppłk inż. pil. | Wacław Makowski    | 1 lipca 1940         |                                               |
| W/Cdr                 | mjr pil.       | Stanisław Cwynar   | 18 lipca 1941        |                                               |
| W/Cdr                 | mjr pil.       | Romuald Suliński   | 27 stycznia 1942     |                                               |
| W/Cdr                 | mjr nawig.     | Władysław Dukszto  | 1 sierpnia 1942      | wcześniej od 9 lipca 1942 p.o. dowódcy, S/Ldr |
| S/Ldr                 | mjr pil.       | Adam Kropiński     | 31 października 1942 | później W/Cdr                                 |
| W/Cdr                 | mjr pil.       | Marian Kucharski   | 4 maja 1943          |                                               |
| W/Cdr                 | mjr pil.       | Kazimierz Kuzian   | 18 listopada 1943    |                                               |
| W/Cdr                 | mjr pil.       | Adam Kowalczyk     | 18 stycznia 1944     |                                               |
| W/Cdr                 | mjr pil.       | Teofil Pożyczka    | 1 kwietnia 1944      |                                               |
| W/Cdr                 | mjr pil.       | Bolesław Jarkowski | 2 lutego 1945        |                                               |
| W/Cdr                 | mjr pil.       | Romuald Suliński   | 17 września 1945     |                                               |
| W/Cdr                 | mjr pil.       | Bolesław Jarkowski | 22 lutego 1946       | do rozformowania dywizjonu 2 stycznia 1947    |

Pozostali oficerowie i podoficerowie

## Lotniska
| Bazy lotnicze Dywizjonu 300 |                  |
| Baza lotnicza               | Użytkowana od    |
| RAF Bramcote                | 1 lipca 1940     |
| RAF Swinderby               | 22 sierpnia 1940 |
| RAF Hemswell                | 18 lipca 1941    |
| RAF Ingham                  | 18 maja 1942     |
| RAF Hemswell                | 31 stycznia 1943 |
| RAF Ingham                  | 22 czerwca 1943  |
| RAF Faldingworth            | 1 marca 1944     |

## Samoloty na uzbrojeniu
| Samoloty na wyposażeniu Dywizjonu 300 |                   |
| Typ samolotu                          | Użytkowany od     |
| Fairey Battle I                       | 1 lipca 1940      |
| Vickers Wellington IC                 | 16 listopada 1940 |
| Vickers Wellington IV                 | 7 września 1941   |
| Vickers Wellington III                | 16 stycznia 1943  |
| Vickers Wellington X                  | 3 marca 1943      |
| Avro Lancaster I, III                 | 5 marca 1944      |

| Oznaczenia użytkowanych samolotów | Oznaczenia użytkowanych samolotów | Oznaczenia użytkowanych samolotów |
| Okres użytkowania                 | Typ samolotu                      | Oznaczenia przydzielonych maszyn |
| --------------------------------- | --------------------------------- | --- |
| od 1 lipca 1940                   | Fairey Battle I                   | m.in.: L5317-T, L5356-R, L5426-L, L5427-E, L5499-Y, L5530-A, L5532-K, N2147-Q, N2241-G; |
| od 16 listopada 1940              | Vickers Wellington IC             | m.in. w połowie 1941: L7817-P, L7873-F, R1035-A, R1061, R1178-Q, R1184-B, R1273-R, R1367-D, R1617-S, R1642-X, T2574-F, T2608-Q, T2623-K, T2719-M, W5665-M, W5666-H, X9639-E, X9676-M; |
| od 7 września 1941                | Vickers Wellington IV             | m.in. pod koniec 1941 i początku 1942: R1705-U, R1715-S, R1725-V, R1795-X, Z1183-J, Z1213-H, Z1244-R, Z1250-N, Z1256-A, Z1264-D, Z1265-K, Z1267-P, Z1268-Q, Z1269-L, Z1270-T, Z1271-A, Z1279-Z, Z1291-F, Z1230-K, Z1326-B; m.in. w połowie 1942: Z1215-E, Z1226-B, Z1332-D, Z1382-V, Z1387-Q, Z1398-L, Z1415-X, Z1421-V, Z1465-S, Z1489-J; |
| od 16 stycznia 1943               | Vickers Wellington III            | m.in.: X3459-B, X3548-N, Z1661-Z, BJ927-S, BK196-D, BK236-P, BK303-Q, BK305-E, BK516-K; |
| od 3 marca 1943                   | Vickers Wellington X              | m.in.: HE289-A, HE291-V, HE295-P, HE327-S, HE373-E, HE376-G, HE420-T, HE464-F, HE768-N, HE985-W, HF591-B, HF598-M, HF606-C, HZ374-K, HZ438-J, JA116-Q, JA451-J, LN552-D, LP804-J, LP805-C; |
| od 5 marca 1944                   | Avro Lancaster I, III             | m.in. w początkowym okresie: DV282-I, ED327-H, LL855-G, LL856-E, LL857-B, ME648-A, a także Lancaster III: LM486-C, LM487-J, LM488-D; w połowie 1944 Lancaster I: W4376-O, ED749-S, LL947-W, LM141-D, LM172-Q, LM178-U, ME594-B, ME744-P, ME847-Z, NF959-R, PA160-E, PA161-X, oraz Lancaster III: JA922-J, JB646-T, ND984-P; w końcu 1944 na początku 1945 Lancaster I: ME470-F, NG265-V, NG269-K, NG283-W, NN718-A, NN746-N, NN748-G, PA220-P, PA233-J, PA261-L, PA262-X, PA269-U, PB705-B, PB730-R, PD361-H, PD379-S, PD383-Z, PS387-D, SW279-E; w okresie powojennym Lancaster I: RA597-Q, SW271-E oraz Lancaster III: RF205-Z, RF242-T, RF245-F; |

## Podsumowanie wysiłku bojowego
W okresie od 19 lipca 1940 do 8 maja 1945.
|               | Operacje bojowe w Bomber Command |       |         |         |       |       |        |
| Rok           | 1940                             | 1941  | 1942    | 1943    | 1944  | 1945  | Razem  |
| samolotozadań | 55                               | 441   | 872     | 942     | 961   | 620   | 3 891  |
| godzin lotu   | 212                              | 2 484 | 4 691,5 | 4 671,5 | 4 536 | 3 669 | 20 264 |

## Straty personalne i samolotów
|                      | Straty lotników i samolotów Dywizjonu 300 |      |      |      |      |      |       |
| Rok                  | 1940                                      | 1941 | 1942 | 1943 | 1944 | 1945 | Razem |
| polegli w akcji      | 8                                         | 23   | 91   | 96   | 140  | 74   | 432   |
| w niewoli, zaginieni | –                                         | 23   | 23   | 16   | 24   | 18   | 104   |
| utracone maszyny     | 3                                         | 9    | 21   | 23   | 25   | 14   | 95    |

1. ↑  W tym 24 lotników brytyjskich.
2. ↑  W tym 14 lotników brytyjskich.

- Dane ustalone na podstawie[14][15] .

## Inne informacje
Samoloty dywizjonu 300 niewiele się różniły od siebie, wszystkie były prawie identyczne. Spód był ciemny, szaroczarny, natomiast część grzbietowa kadłuba i skrzydeł pokryta barwami ochronnymi – zielono-brunatnymi. Kabiny, a właściwie ich boczną część ozdabiały małe biało-czerwone szachownice, za którą widniały litery BH, czyli oznakowanie kodowe Dywizjonu Bombowego nr 300. Znajdowała się jeszcze trzecia litera, od której brały początek żeńskie imiona samolotów, np. „D” – Danuta. Co ciekawe, załogi również oznaczały liczbę lotów na swoich maszynach. Najpierw pierwszą turę lotów charakteryzowały malowane czarną farbą na kadłubie bombowca małe bombki. Drugą turę lotów operacyjnych oznaczano kielichami szampana. Rzadkością były oznaczenia trzeciej tury lotów operacyjnych, ponieważ niewielu załogom udało się dotrwać do tego momentu – malowano maleńkie trupie czaszki. W tej turze udział brali udział wyłącznie najwięksi szczęściarze, najlepsi z najlepszych.